# Marien Hospital Dortmund-Hombruch

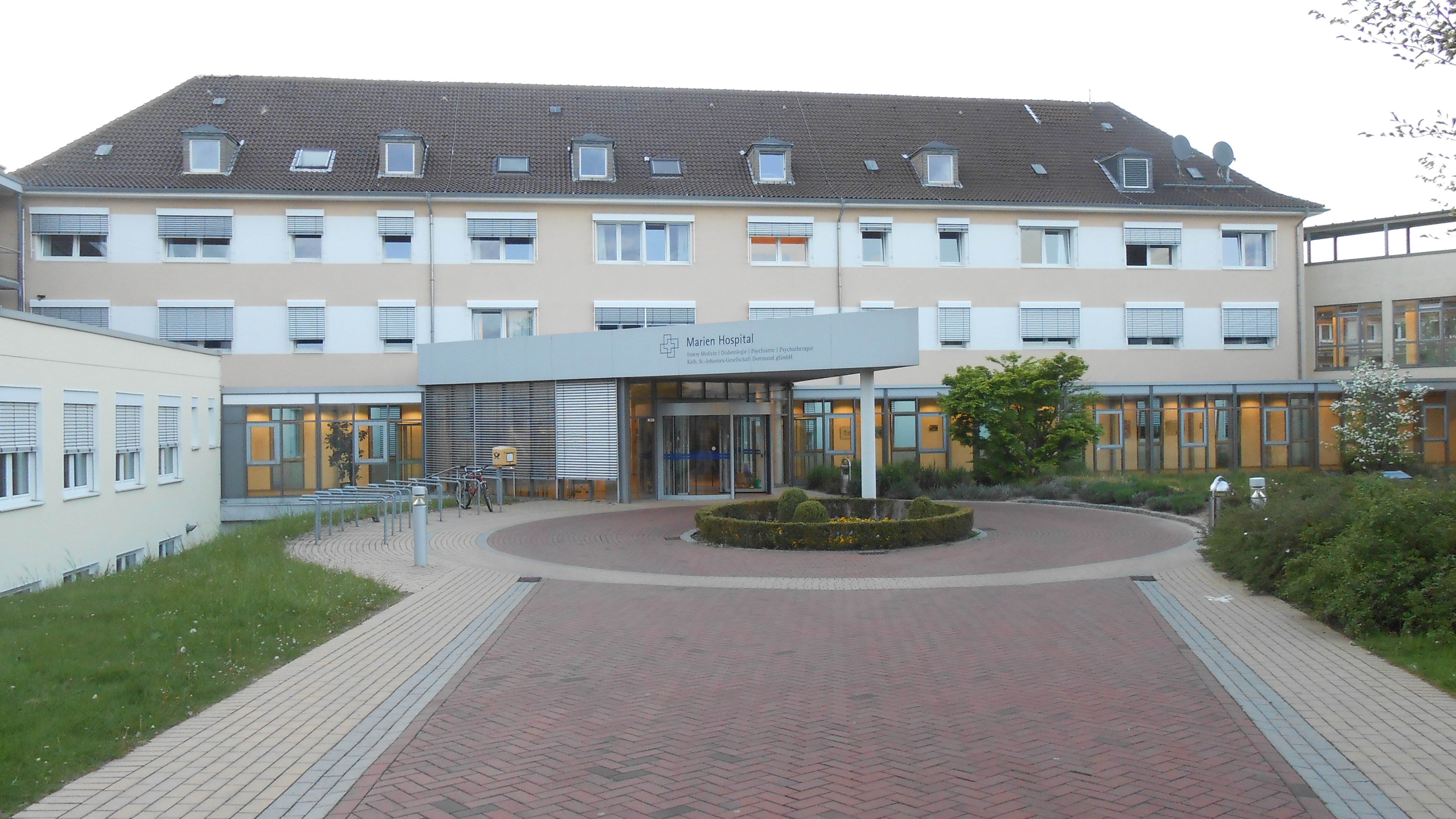
Haupteingang des Marien Hospitals in Dortmund-Hombruch

Das Marien Hospital Dortmund-Hombruch ist ein Krankenhaus der Grund- und Regelversorgung im Dortmunder Stadtteil Hombruch. Träger ist die Katholische St.-Johannes-Gesellschaft Dortmund.

## Geschichte
Das Marien Hospital wurde 1872 eröffnet. Zunächst gab es 43 Betten, die Kapazität wuchs jedoch in kurzer Zeit auf 263 Betten an. 1978 wurde das St.-Bonifatius-Meta-Klöckner-Krankenhaus in Kirchhörde aufgekauft und als psychiatrische Tagesklinik genutzt. 2005 wurde die chirurgische Abteilung geschlossen und die Tagesklinik an den Standort in Hombruch verlagert. Die internistische Abteilung wurde Ende 2021 geschlossen.

## Fachabteilungen
Das Marien Hospital Dortmund-Hombruch hat eine Abteilung für Psychiatrie mit Tagesklinik und nimmt an der psychiatrischen Versorgung der Dortmunder Bevölkerung teil.